# San José del Golfo
San José del Golfo é uma cidade da Guatemala do departamento de Guatemala.